# صعوه ژاپنی
صعوه ژاپنی (نام علمی: Prunella rubida) نام یک گونه از راسته گنجشک‌سانان است.